# La sal del desierto
La sal del desierto es una serie de televisión de Televisión Nacional de Chile realizada en 1972. Los libretos fueron escritos por Alejandro Sieveking, la dirección fue hecha por Charles Elsseser, Hugo Miller y José Caviedes, la producción fue hecha por Sonia Fuchs y la Escuela de Artes de la Comunicación de la Universidad Católica de Chile. Su primer capítulo fue emitido el 10 de octubre de 1972, finalizando el 30 de marzo de 1973.
La miniserie muestra el período que cubre el final de la Guerra del Pacífico en 1884 y el año 1898. La originalidad de la historia fue mostrar el momento histórico vivido desde el punto de vista de una familia de la aristocracia y sus sirvientes.

## Trama
El día en que el ejército victorioso chileno desfila por Santiago de Chile tras su regreso del Perú. En casa de los adinerados Covarrubias se espera con ansias (tanto por patrones como empleados) el regreso del oficial Bernardo (Héctor Noguera). Bernardo llega y ante el shock de todos los habitantes de la casa responde sus cariños y muestras de alegría echándose a llorar. Más tarde y a solas con su madre adoptiva Eduvigis (Bélgica Castro) Bernardo se sincera y repudia todos los mitos sobre el heroísmo y patriotismo en que creen los civiles. Bernardo ha quedado marcado por la experiencia brutal de la guerra y el resto de su vida estará sumergido en una abulia indiferente. 
Los Covarrubias, aunque adinerados, tienen una fortuna reciente y marcada por el estigma de que proviene del comercio y capital extranjero (la abuela de Bernardo era inglesa). Esto causa conflictos con las familias de linaje colonial como los Sotomayor, cuyo hijo José María (Leonardo Perucci), corteja a Victoria (Jael Unger), hermana de Bernardo. Más deshonrosa para Victoria es la reputación de su madre Encarnación (Paz Irarrázaval) quien en su juventud fue muy casquivana hasta que un terrible escándalo la serenó. Sedujo al prometido de su cuñada Eduvigis y lo empujó a morir en un duelo. Eduvigis no se ha casado y dedica su vida a criar a los hijos de su hermano que la ven como madre. La soltería y devoción de su cuñada son una acusación muda y constante y al final terminan enloqueciendo a Encarnación. Bernardo ha traído consigo a su ordenanza a Segundo (Ramón Nuñez) quien se incorpora al servicio doméstico de los Covarrubias y se enamora de la mucama Meche (Pilar Ruiz), pero Doña Encarnación les prohíbe casarse. Meche es enviada a servir a casa de Victoria que se ha casado con José María. 
En la boda de su hermana Bernardo conoce a Olivia (Gloria Laso) una señorita de buena familia pero venida a menos. Bernardo se convierte en asiduo visitante de la casa de Olivia donde conoce a Andrés (Yamén Salazar), el hermano mayor y a las hermanas menores de la joven la amargada Eulalia (Maruja Cifuentes) y la traviesa Magdalena (Sara Astica). A pesar de estar enamorado de su amiga Bernardo se deja ganar por su apatía y nunca le propone nada serio. Cansada de la indecisión de su novio y ya habiendo pasado la edad de casarse, Olivia acepta la propuesta de matrimonio de un antiguo admirador de su madre, Eduardo (Mario Montilles). Pasan los años. El matrimonio de José María y Victoria, a pesar de sus dos hijos Isadora (Gabriela Hernández) y Joaquín (Rodrigo Atala), ha caído en la monotonía. José María está involucrado en la política del país trabajando en los gobiernos de Domingo Santa María (Tennyson Ferrada) y de José María Balmaceda (Gastón Blanco). Tras el traslado al campo de Doña Encarnación para ocultar su demencia, se permite que Segundo se case con Meche y pase al servicio de los Sotomayor. 
Bernardo y Olivia son amantes y deciden, con el apoyo de Andrés, huir a Europa. La noche en que planean hacerlo, Eulalia que está enamorada de Bernardo los descubre y para impedir la fuga se suicida tirándose por una ventana. Esa misma noche Magdalena conoce a un intelectual medio revolucionario, Roberto (Alejandro Sieveking) de quien se enamora. 
Cansado de ser sirviente y no progresar nunca, Segundo se marcha al Norte a buscar fortuna, dejando a Meche en Santiago. Supuestamente muere en una matanza de mineros, pero en realidad es rescatado por la prostituta Rita (Anita Reeves), que está enamorada de él. Para huir de la policía que anda tras los agitadores políticos, Rita y Segundo se unen a una compañía teatral ambulante. Estalla la Revolución de 1891, el gobierno es derrocado y el presidente Balmaceda se suicida. En Santiago hay disturbios. Sabiendo que los Sotomayor por sus simpatías balmacedistas corren peligro, Eduvigis va a su casa a alertarlos. Los Sotomayor han huido pero una turba asalta la casa y asesina a Eduvigis. En la calle Meche y Segundo se reencuentran. 
Pasan 7 años y los Sotomayor regresan de su exilio para asistir a la boda de Bernardo y Magdalena. Bernardo y Magdalena viven atormentados por las pérdidas que les ocasionó la revolución, las muertes del novio de ella (muere en la batalla de Placilla) y de la tía Eduvigis. Es su amargura común el único lazo que une su matrimonio. Poco antes de la boda Olivia dice a su hermana que una de ellas debe intentar ser feliz y tener los hijos que las otras no tuvieron. Las escenas de la boda son las más conmovedoras de la miniserie. La formalidad exagerada de los novios para tratarse, la evidente distancia emocional entre José María y Victoria y el dolor de Olivia de ver al hombre que ama casado con su hermana crean un cuadro emotivo y eficaz. 
Ese mismo día Segundo que es obrero y Meche embarazada visitan a los sirvientes de los Covarrubias. Aprovechando que los patrones están afuera, la cocinera Magdalena (Sara Astica) hace que la pareja proletaria se siente en el salón. A pesar de que a Meche le da vergüenza terminan sentados en el sofá con las manos tomadas y la palabra "Fin" sobre ellos.

## Elenco
- Paz Irarrázabal como Encarnación Vda. de Covarrubias.
- Rafael Benavente
- Leonardo Perucci como José María Sotomayor.
- Jael Unger como Victoria Covarrubias.
- Héctor Noguera como Bernardo Covarrubias.
- Bélgica Castro como Eduvigis.
- Pilar Reynaldos
- Ramón Núñez como Segundo.
- Sara Astica como Magdalena.
- Domingo Tessier como José Manuel Balmaceda.[4]
- Gloria Laso como Olivia.
- Jorge Yáñez
- Mario Montilles como Eduardo.
- Hugo Medina
- Ximena Vidal como Magdalena.
- Norman Day como Julio Zegers.
- Jorge Cisternas
- Ana Gabella
- Alejandro Sieveking como Roberto.
- Juan Corral
- Ana Reeves como Peta.
- Tennyson Ferrada como Domingo Santa María.
- Maruja Cifuentes como Eulalia.
- Rodrigo Atala como Joaquín Sotomayor.
- Pilar Ruiz (actriz) como Meche.
- Gabriela Hernández como Isadora Sotomayor.
- Gastón Blanco como José Manuel Balmaceda.
- Mónica Carrasco
- Ana González Olea
- Lucy Salgado
- Pepe Guixé
- Lucho Barahona
- Elsa Poblete como Celeste

## Ficha Técnica
- Elaboración: Televisión Nacional de Chile
- Guion: Alejandro Sieveking
- Director: Jorge Caviedes
- Nº capítulos: 145